# Gilbert de Clare (hrabia Pembroke)
Gilbert Fitz Gilbert de Clare, 1. hrabia Pembroke (ur. 1100, zm. 6 stycznia 1148), angielski możnowładca, młodszy syn Gilberta Fitz Richarda, pochodzącego z bocznej linii dynastii normandzkiej, i Alice de Claremont, córki Hugona de Creil, hrabiego de Claremont. Młodszy brat Richarda.
Gilbert nie odziedziczył posiadłości ziemkich po swoim ojcu, odziedziczył natomiast włości swoich stryjów, Rogera i Waltera. Obejmowały one ziemie w Normandii wraz z zamkami Bienfaite i Orbec, oraz angielskie posiadłości Nether Gwent oraz zamek Striguil. Od króla Stefana otrzymał w 1138 r. tytuł 1. hrabiego Pembroke oraz zamek Pevensey. Od 1135 r. był również Lordem Marszałkiem.
Podczas trwającej w Anglii wojny domowej Gilbert początkowo stał po stronie Stefana, jednak po klęsce tegoż pod Lincoln 2 lutego 1141 r. oraz utracie Londynu w czerwcu przeszedł na stronę cesarzowej Matyldy. Wkrótce jednak pogodził się ze Stefanem i jeszcze w 1141 r. powrócił na jego stronę. Później jednak wziął udział w spisku przeciw Stefanowi. Spisek nie powiódł się, a Pembroke ponownie ułożył swoje stosunki z królem i wziął u jego boku udział w oblężeniu Oksfordu w 1142 r.
W 1147 r. Gilbert ponownie pokłócił się ze Stefanem, który nie chciał nadać hrabiemu zamków należących do jego bratanka. Pembroke zbuntował się, co spowodowało interwencję monarchy. Stefan zaatakował najbliższy zamek Pembroke'a i o mało co nie wziął hrabiego do niewoli. Pembroke'owi udało się jednak ponownie pojednać z królem przed swoją śmiercią, która nastąpiła w 1148 r.
Ok. 1120 r. poślubił Isabel de Beaumont (ok. 1102- ok. 1172), córkę Roberta de Beaumont, 1. hrabiego Leicester, i Elżbiety, córki Hugona, hrabiego Vermandois. Gilbert i Isabel mieli razem dwóch synów i dwie córki:
- Agnes de Clare (ur. 1122)
- Baldwin de Clare (ur. 1124)
- Basilea de Clare (ur. 1126)
- Richard Fitz Gilbert de Clare (1130 – 20 kwietnia 1176), 2. hrabia Pembroke